# Isaac Ekpo
Isaac Ekpo (født 22. oktober 1982) er en nigeriansk professionel bokser.
Han er bedst kendt for sine kamp mod Tyron Zeuge i Tyskland om WBA-verdensmesterskabstilen.
Han repræsenterede Nigeria under Sommer-OL 2004 i Athen, hvor han blev slået ud i første runde.